# Arisztid Dessewffy
Pour les autres membres de la famille, voir Famille Dessewffy.
Arisztid Dessewffy (Cserneki és tarkeöi Dessewffy Arisztid en hongrois) (1802-1849) est un général hongrois exécuté pour sa participation à la révolution hongroise de 1848. Il est l'un des 13 martyrs d'Arad.